# 앤 록하트
앤 록하트(Anne Kathleen Maloney, 1953년 9월 6일 ~ )는 미국의 배우, 성우이다.

## 생애

### 어린 시절
록하트는 배우 준 록하트의 두 딸 중 첫째이며, 배우 진과 캐슬린 록하트의 손녀이다.
록하트는 애리조나주 세도나에 있는 베르데 밸리 학교에 다녔으며, 그곳에서 4학년 때는 처음으로 학교 연극에 출연했다.

### 개인 생활
1986년 12월 24일, 록하트는 건스모크 배우 벅 테일러와 주디 누겐트의 아들인 아담 칼라일 테일러와 결혼했다. 그들은 두 자녀를 두었는데 딸 칼라일과 아들 제인이고 테일러는 1994년 6월 4일 몬태나주 에니스에서 27세의 나이로 오토바이 사고로 사망했다.
가톨릭 신자였던 록하트는 1985년에 교황 요한 바오로 2세를 만났지만 그녀는 성 요한 바오로 2세의 초청을 받아 성 요한 바오로 2세를 만났다. 피터스 스퀘어이고 그녀는 또한 절단, 레이닝, 팀 펜닝, 그리고 배럴 레이싱에서 우승한 전문 여성 기수이다.

## 출연 작품
- 더 파크랜드 (2013년) - 응급실 간호사 역
- 라푼젤 (2010년)
- 베리드 (2010년)
- 그린 존 (2010년)
- Prep & Landing (2009) - 단편
- 엑스터미네이터스 (2009년)
- 스타 트렉: 더 비기닝 (2009년)
- 볼트 (2008년)
- 치킨 리틀 (2005년)
- 루트 666 (2001년)
- 버그 버스터 (1998년)
- 케이지드 피어 (1992년)
- 마지막 보이 스카웃 (1991년)
- 토탈 리콜 (1990년)
- 인어 공주 (1989년)
- 액트 오브 비트레이얼 (1988년)
- 젊은 분노 (1986년)
- 트롤 (1986년)
- 아그네스의 피 (1985년)
- 햄본과 힐리 (1984년)78년)
- 조이라이드 (1977년)
- 용감한 형제 (1977년)

### 텔레비전
- 비앤비 (1987년)
- 더 폴 가이 (1981년)
- 매그넘 P.I. (1980년)
- 배틀스타 갤럭티카 2 (19
- 에어울프 - 시리즈 (1984년) - Sgt. 앤 브래넌 역
- 달리는 사이먼 (1981년)
- 배틀스타 갤럭티카 - 78년 시리즈 (1978년)
- 두 얼굴의 사나이 - 시리즈 (1978년)
- 닥터슬론 (1993년)
- 닥터 퀸 (1993년)
- 달려라 래시 (1954년)